# Homesick (Dua Lipa)

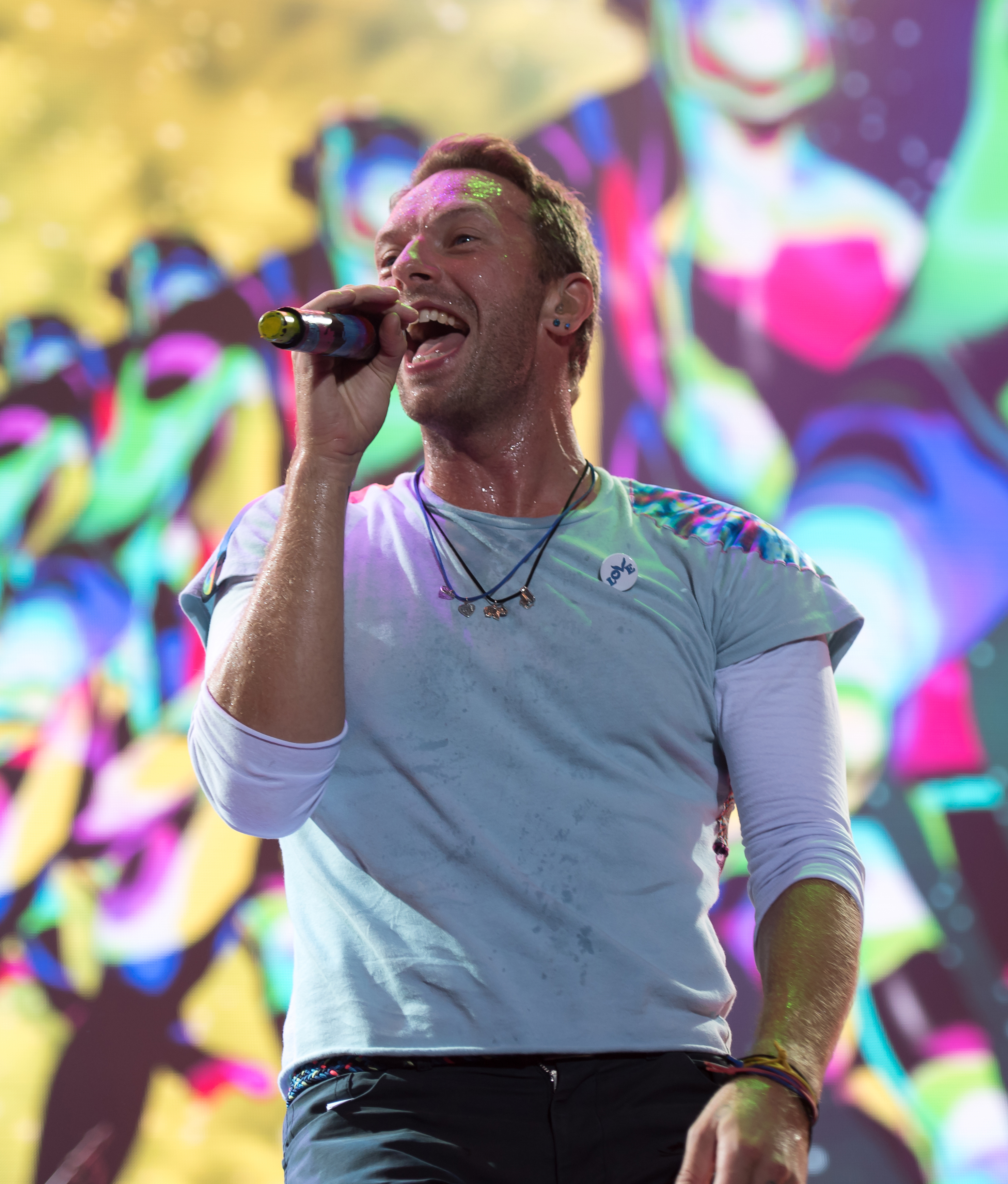
Chris Martin, frontman van Coldplay schreef mee aan de single, ook zijn vocals zijn te horen.

Homesick is een nummer van de Britse zangeres Dua Lipa dat uitkwam op 2 juni 2017, de dag waarop haar debuutalbum uitgebracht werd. Het behaalde de hitlijsten in Nederland en België.

## Achtergrond
Lipa schreef het nummer samen met Chris Martin in een studio in Malibu. Het nummer valt te vergelijken met het nummer Everglow van Martins band Coldplay.
Homesick werd nooit op single uitgebracht, maar door verschillende liveperformances van het nummer, zoals bij Later with Jools Holland besloot de Nederlandse radiozender Radio 538 dit nummer desondanks als Alarmschijf te kiezen. In België werd het bekroond met een gouden status. In Nederland eindigde de single bij de hoogste 20 bij het jaaroverzicht van 2018, gebaseerd op streaming, airplay en downloads.
Het nummer werd verschillende keren live gebracht. Lipa zong het nummer in de bisronde van The Self-Titled Tour (2017-2018), en ook tijdens verscheidene award shows zoals de Billboard Music Awards en de Spaanse Los40 Music Awards. 

## Hitnoteringen

### Nederlandse Top 40
| Positie: | 26 | 19 | 15 | 16 | 13 | 12 | 5  | 4   | 3 | 2 | 4 | 4 | 7 | 8 | 8 | 8 |
| Week:    | 17 | 18 | 19 | 20 | 21 | 22 | 23 |     |   |   |   |   |   |   |   |   |
| Positie: | 11 | 15 | 21 | 22 | 35 | 38 | 39 | uit |   |   |   |   |   |   |   |   |

### NederlandseSingle Top 100
| Hitnotering: 23-12-2017 t/m 05-05-2018 | Hitnotering: 23-12-2017 t/m 05-05-2018 | Hitnotering: 23-12-2017 t/m 05-05-2018 | Hitnotering: 23-12-2017 t/m 05-05-2018 | Hitnotering: 23-12-2017 t/m 05-05-2018 | Hitnotering: 23-12-2017 t/m 05-05-2018 | Hitnotering: 23-12-2017 t/m 05-05-2018 | Hitnotering: 23-12-2017 t/m 05-05-2018 | Hitnotering: 23-12-2017 t/m 05-05-2018 | Hitnotering: 23-12-2017 t/m 05-05-2018 | Hitnotering: 23-12-2017 t/m 05-05-2018 | Hitnotering: 23-12-2017 t/m 05-05-2018 | Hitnotering: 23-12-2017 t/m 05-05-2018 | Hitnotering: 23-12-2017 t/m 05-05-2018 | Hitnotering: 23-12-2017 t/m 05-05-2018 | Hitnotering: 23-12-2017 t/m 05-05-2018 | Hitnotering: 23-12-2017 t/m 05-05-2018 | Hitnotering: 23-12-2017 t/m 05-05-2018 | Hitnotering: 23-12-2017 t/m 05-05-2018 | Hitnotering: 23-12-2017 t/m 05-05-2018 | Hitnotering: 23-12-2017 t/m 05-05-2018 | Hitnotering: 23-12-2017 t/m 05-05-2018 |
| Week:                                  | 1                                      | 2                                      | 3                                      | 4                                      | 5                                      | 6                                      | 7                                      | 8                                      | 9                                      | 10                                     | 11                                     | 12                                     | 13                                     | 14                                     | 15                                     | 16                                     | 17                                     | 18                                     | 19                                     | 20                                     |                                        |
| -------------------------------------- | -------------------------------------- | -------------------------------------- | -------------------------------------- | -------------------------------------- | -------------------------------------- | -------------------------------------- | -------------------------------------- | -------------------------------------- | -------------------------------------- | -------------------------------------- | -------------------------------------- | -------------------------------------- | -------------------------------------- | -------------------------------------- | -------------------------------------- | -------------------------------------- | -------------------------------------- | -------------------------------------- | -------------------------------------- | -------------------------------------- | -------------------------------------- |
| Positie:                               | 92                                     | 89                                     | 91                                     | 34                                     | 22                                     | 18                                     | 15                                     | 15                                     | 14                                     | 18                                     | 36                                     | 32                                     | 35                                     | 30                                     | 48                                     | 58                                     | 63                                     | 79                                     | 93                                     | 82                                     | uit                                    |

### VlaamseUltratop 50
| Hitnotering (week 1): 23-12-2017 Hitnotering (week 2 t/m 19): 06-01-2018 t/m 05-05-2018 | Hitnotering (week 1): 23-12-2017 Hitnotering (week 2 t/m 19): 06-01-2018 t/m 05-05-2018 | Hitnotering (week 1): 23-12-2017 Hitnotering (week 2 t/m 19): 06-01-2018 t/m 05-05-2018 | Hitnotering (week 1): 23-12-2017 Hitnotering (week 2 t/m 19): 06-01-2018 t/m 05-05-2018 | Hitnotering (week 1): 23-12-2017 Hitnotering (week 2 t/m 19): 06-01-2018 t/m 05-05-2018 | Hitnotering (week 1): 23-12-2017 Hitnotering (week 2 t/m 19): 06-01-2018 t/m 05-05-2018 | Hitnotering (week 1): 23-12-2017 Hitnotering (week 2 t/m 19): 06-01-2018 t/m 05-05-2018 | Hitnotering (week 1): 23-12-2017 Hitnotering (week 2 t/m 19): 06-01-2018 t/m 05-05-2018 | Hitnotering (week 1): 23-12-2017 Hitnotering (week 2 t/m 19): 06-01-2018 t/m 05-05-2018 | Hitnotering (week 1): 23-12-2017 Hitnotering (week 2 t/m 19): 06-01-2018 t/m 05-05-2018 | Hitnotering (week 1): 23-12-2017 Hitnotering (week 2 t/m 19): 06-01-2018 t/m 05-05-2018 | Hitnotering (week 1): 23-12-2017 Hitnotering (week 2 t/m 19): 06-01-2018 t/m 05-05-2018 | Hitnotering (week 1): 23-12-2017 Hitnotering (week 2 t/m 19): 06-01-2018 t/m 05-05-2018 | Hitnotering (week 1): 23-12-2017 Hitnotering (week 2 t/m 19): 06-01-2018 t/m 05-05-2018 | Hitnotering (week 1): 23-12-2017 Hitnotering (week 2 t/m 19): 06-01-2018 t/m 05-05-2018 | Hitnotering (week 1): 23-12-2017 Hitnotering (week 2 t/m 19): 06-01-2018 t/m 05-05-2018 | Hitnotering (week 1): 23-12-2017 Hitnotering (week 2 t/m 19): 06-01-2018 t/m 05-05-2018 | Hitnotering (week 1): 23-12-2017 Hitnotering (week 2 t/m 19): 06-01-2018 t/m 05-05-2018 | Hitnotering (week 1): 23-12-2017 Hitnotering (week 2 t/m 19): 06-01-2018 t/m 05-05-2018 | Hitnotering (week 1): 23-12-2017 Hitnotering (week 2 t/m 19): 06-01-2018 t/m 05-05-2018 | Hitnotering (week 1): 23-12-2017 Hitnotering (week 2 t/m 19): 06-01-2018 t/m 05-05-2018 | Hitnotering (week 1): 23-12-2017 Hitnotering (week 2 t/m 19): 06-01-2018 t/m 05-05-2018 |
| Week:                                                                                   | 1                                                                                       |                                                                                         | 2                                                                                       | 3                                                                                       | 4                                                                                       | 5                                                                                       | 6                                                                                       | 7                                                                                       | 8                                                                                       | 9                                                                                       | 10                                                                                      | 11                                                                                      | 12                                                                                      | 13                                                                                      | 14                                                                                      | 15                                                                                      | 16                                                                                      | 17                                                                                      | 18                                                                                      | 19                                                                                      |                                                                                         |
| --------------------------------------------------------------------------------------- | --------------------------------------------------------------------------------------- | --------------------------------------------------------------------------------------- | --------------------------------------------------------------------------------------- | --------------------------------------------------------------------------------------- | --------------------------------------------------------------------------------------- | --------------------------------------------------------------------------------------- | --------------------------------------------------------------------------------------- | --------------------------------------------------------------------------------------- | --------------------------------------------------------------------------------------- | --------------------------------------------------------------------------------------- | --------------------------------------------------------------------------------------- | --------------------------------------------------------------------------------------- | --------------------------------------------------------------------------------------- | --------------------------------------------------------------------------------------- | --------------------------------------------------------------------------------------- | --------------------------------------------------------------------------------------- | --------------------------------------------------------------------------------------- | --------------------------------------------------------------------------------------- | --------------------------------------------------------------------------------------- | --------------------------------------------------------------------------------------- | --------------------------------------------------------------------------------------- |
| Positie:                                                                                | 47                                                                                      | uit                                                                                     | 39                                                                                      | 47                                                                                      | 33                                                                                      | 30                                                                                      | 31                                                                                      | 21                                                                                      | 14                                                                                      | 16                                                                                      | 15                                                                                      | 26                                                                                      | 17                                                                                      | 12                                                                                      | 13                                                                                      | 17                                                                                      | 21                                                                                      | 22                                                                                      | 35                                                                                      | 40                                                                                      | uit                                                                                     |

### NPO Radio 2 Top 2000
| Nummer met noteringen in de NPO Radio 2 Top 2000 | '18  | '19  | '20  |
| ------------------------------------------------ | ---- | ---- | ---- |
| Homesick                                         | 1166 | 1691 | 1813 |

1. ↑  Een vetgedrukt getal geeft de hoogste notering aan.
2. ↑  2018 was het eerste jaar met een notering voor dit nummer.
3. ↑  Deze tabel is bijgewerkt tot en met de laatste editie (2024).